# Moschusochse
Der Moschusochse (Ovibos moschatus), auch als Bisamochse oder Schafsochse bezeichnet, ist ein Paarhufer aus der Unterfamilie der Antilopinae; innerhalb derer gehört er in die Verwandtschaftsgruppe der Ziegenartigen (Caprini). Die bis zu 1,50 m hohen männlichen und bis zu 1,30 m hohen weiblichen Tiere sind Bewohner der arktischen Tundren und heute ursprünglich nur noch in Grönland, Kanada und Alaska zu finden. Im Jahre 1974 wurde jedoch in Nordsibirien auf der Taimyr-Halbinsel eine Herde Moschusochsen aus Kanada und Alaska wieder erfolgreich angesiedelt. Kleinere Herden ursprünglich grönländischer Tiere leben inzwischen auch in Norwegen und Schweden. Der Gesamtbestand der Tiere nimmt ab und wurde Ende 2020 auf rund 127.000 Tiere geschätzt.

## Paläontologie

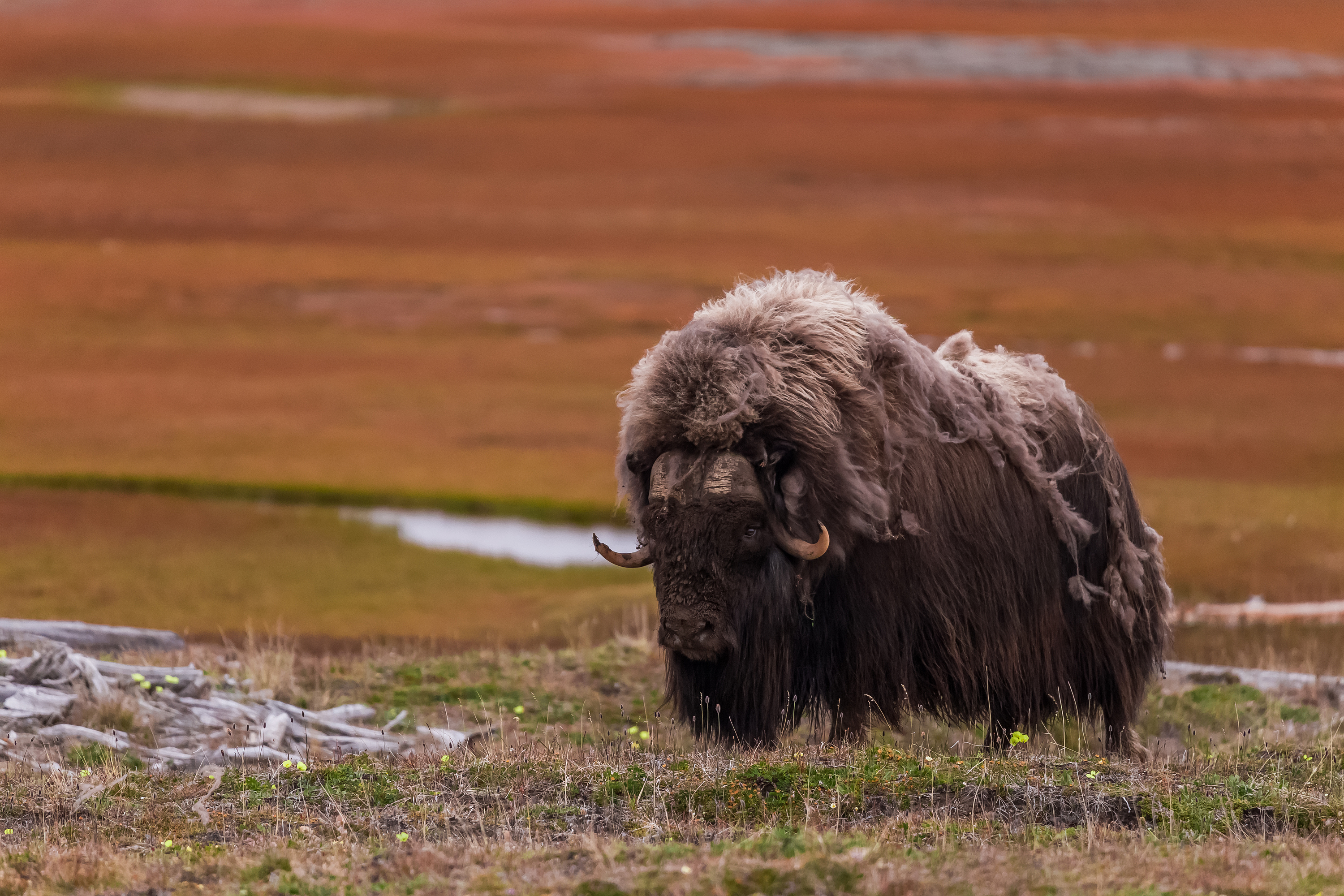
Moschusochse auf der Insel Bolschoj Begitschew, Naturaldenkmal Terpey-Tumus, Russland

Die Vorläufer der heutigen Moschusochsen entwickelten sich vor etwa einer Million Jahren in der Tundra des nördlichen Zentralasien.
Die ältesten Fossilien der Moschusochsen-Gattung Ovibos wurden in Deutschland gefunden und stammen aus der Mindeleiszeit. Diese pleistozänen Moschusochsen unterscheiden sich von der heutigen Form durch größere Körpermaße und sonstige Merkmale und werden deshalb zoologisch meist als eigene Art (Ovibos pallantis im Gegensatz zu Ovibos moschatus) eingestuft. Ihr Verbreitungsgebiet erstreckte sich über die nördlichen Teile Eurasiens und Nordamerikas, das sie vor etwa 500.000 Jahren über die Beringstraße erreichten. In besonders kalten Zeitabschnitten zogen sie sich weit nach Süden zurück und gelangten bis nach Ungarn, Frankreich und vermutlich sogar Nordspanien. Am Ende der Würmeiszeit gingen vor allem die Bestände der eurasischen Vorkommen zurück, vermutlich durch das Verschwinden der Mammutsteppen und trockenen Tundren verursacht. Diese trockenen Flächen wurden durch feuchte Moostundren und dichte Wälder abgelöst, die den Moschusochsen als Lebensraum wenig zusagen. In Eurasien hielten sie sich am längsten auf der Taimyr-Halbinsel, von wo sie erst vor etwa 4000 Jahren verschwanden. Das Aussterben der eurasischen Moschusochsen fällt zeitlich mit dem der letzten Mammuts auf der nordsibirischen Wrangelinsel zusammen. Im Norden von Nordamerika und in Nordostgrönland überlebten die Moschusochsen dagegen bis in die Gegenwart.
Paläontologische Funde zeigen, dass der Moschusochse die letzte nicht ausgestorbene Art eines mehrere Arten umfassenden Hornträger-Zweiges ist. Sein Überleben verdankt der Moschusochse offenbar der Anpassung an extrem kalte Standorte. Die ausgestorbenen Arten waren dagegen an wärmere Klimazonen angepasst (z. B. der Praeovibos priscus, der trotz dieser Bezeichnung keinen Vorläufer, sondern eine parallel zu Ovibos moschatus existierende Art darstellte).
Während des Pleistozäns war der größer und schlanker als Ovibos moschatus gewachsene Helm-Moschusochse (Symbos cavifrons = Bootherium bombifrons oder Bootherium sargenti) in Nordamerika weit verbreitet. Mit der Bestimmung seiner Fossilfunde tat sich die zoologische Forschung schwer: Zunächst hielt man den Helm-Moschusochsen für eine ausgestorbene Bisonart (Bison appalachicolus), dann wurde Bootherium, heute allgemein als Weibchen von Symbos cavifrons eingestuft, als eigene Gattung beschrieben. Andere fossile Moschusochsen waren Euceratherium collinum, eine an Gebirgsgegenden angepasste Moschusart, und Soergelia mayfieldi.

## Herkunft des Namens
Ihren Namen verdanken die Moschusochsen dem Umstand, dass die Männchen zur Paarungszeit eine Substanz in den Urin abgeben, die moschusartig süßlich riecht; eine Moschus-Drüse wie etwa die Moschustiere besitzen die Moschusochsen jedoch nicht. Der Wortteil „Ochse“ nimmt auf die an Rinder erinnernde Gesamterscheinung Bezug. Er ist auch im lateinischen Gattungsnamen Ovibos (= „Schafsrind“, „Schafsochse“) enthalten. In Inuktitut, der Sprache der Inuit, heißt der Moschusochse Umimmaq (d. h. „Tier mit Fell wie ein Bart“, von umik „Bart“).

## Verbreitung

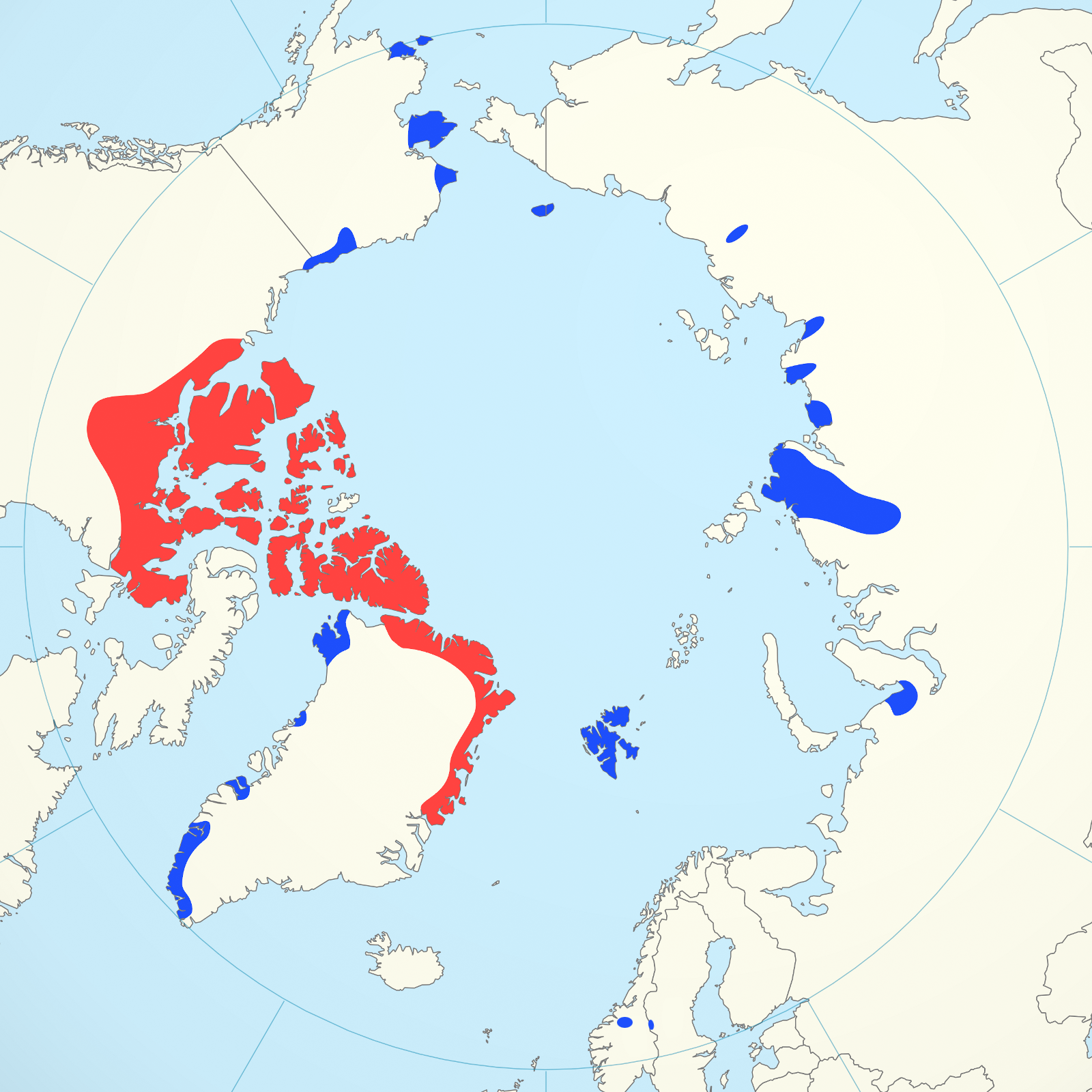
Bekanntes historisches Verbreitungsgebiet (rot) und Ansiedlungen im ehemaligen, prähistorischen Verbreitungsgebiet (blau)

Heute umfasst das Verbreitungsgebiet der Tiere etwa 3.149.880 km². In größerer Zahl sind sie in Grönland, Kanada, Sibirien und Alaska zu finden, darüber hinaus gibt es kleinere Herden in Norwegen und Schweden. Allerdings ist nur ihr Vorkommen im Norden Kanadas und im Nordosten von Grönland natürlichen Ursprungs. In Alaska wurden die Moschusochsenbestände um die Wende zum 20. Jahrhundert ausgerottet. Eine Wiederansiedlung gelang, nachdem grönländische Moschusochsen in den 1930er Jahren auf der vor der Westküste Alaskas gelegenen Insel Nunivak ausgesetzt worden waren und sich von dort aus wieder entlang des arktischen Festlands verbreiteten.

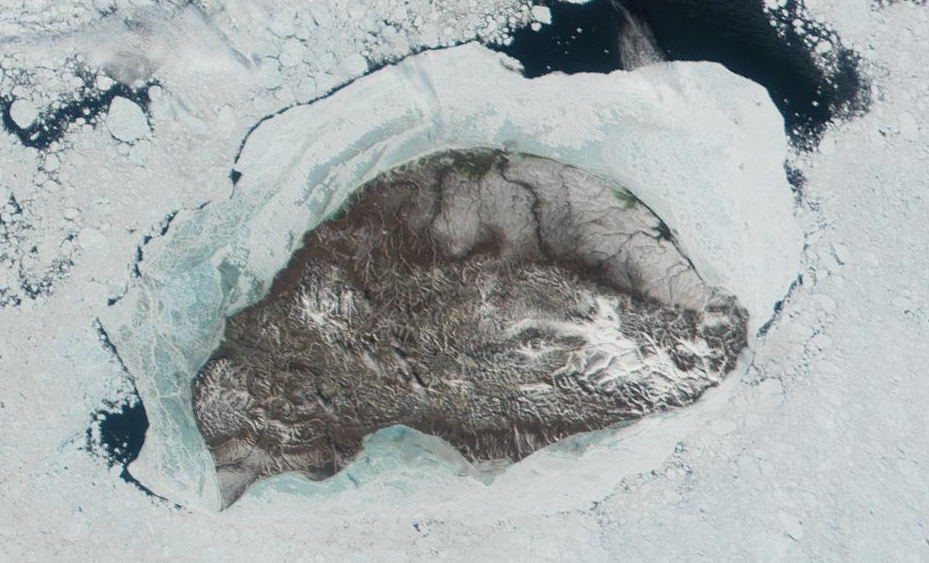
Auf der russischen Wrangelinsel lebt mittlerweile eine Herde von etwa 100 Tieren.

Wiederansiedlungen in anderen Regionen Grönlands, in Sibirien und in Norwegen verliefen ebenfalls erfolgreich. Im norwegischen Dovrefjell-Sunndalsfjella-Nationalpark gelang die Wiederansiedlung erst, nachdem dort über einen Zeitraum von 20 Jahren hinweg Tiere ausgewildert worden waren. 2011 lebten im Dovrefjell-Nationalpark etwa 300 Tiere. Heute in Schweden lebende Tiere entstammen einer aus einem Bullen, zwei Kühen und zwei Kälbern bestehenden Herde, die 1971 von Norwegen hierher wechselte. Auch auf der im Nordpolarmeer gelegenen russischen Wrangelinsel, die 2004 von der UNESCO zum Weltnaturerbe erklärt wurde, konnten Moschusochsen erfolgreich ausgesetzt werden; sie bilden inzwischen eine Herde von etwa 100 Tieren. Ebenso gelang die Ansiedlung auf der Taimyr-Halbinsel. Ansiedlungsversuche auf Island, wo der Moschusochse von Natur aus nie gelebt hat, sind dagegen bislang gescheitert (siehe auch die unter Gefährdung aufgeführte Bestandstabelle). Ein Bestand von 27 Moschusochsen, die 1962/63 von Nordostgrönland in die Gegend um Kangerlussuaq versetzt wurden, war bis 2018 auf rund 22.000 Tiere angewachsen.

## Lebensraum und Lebensweise

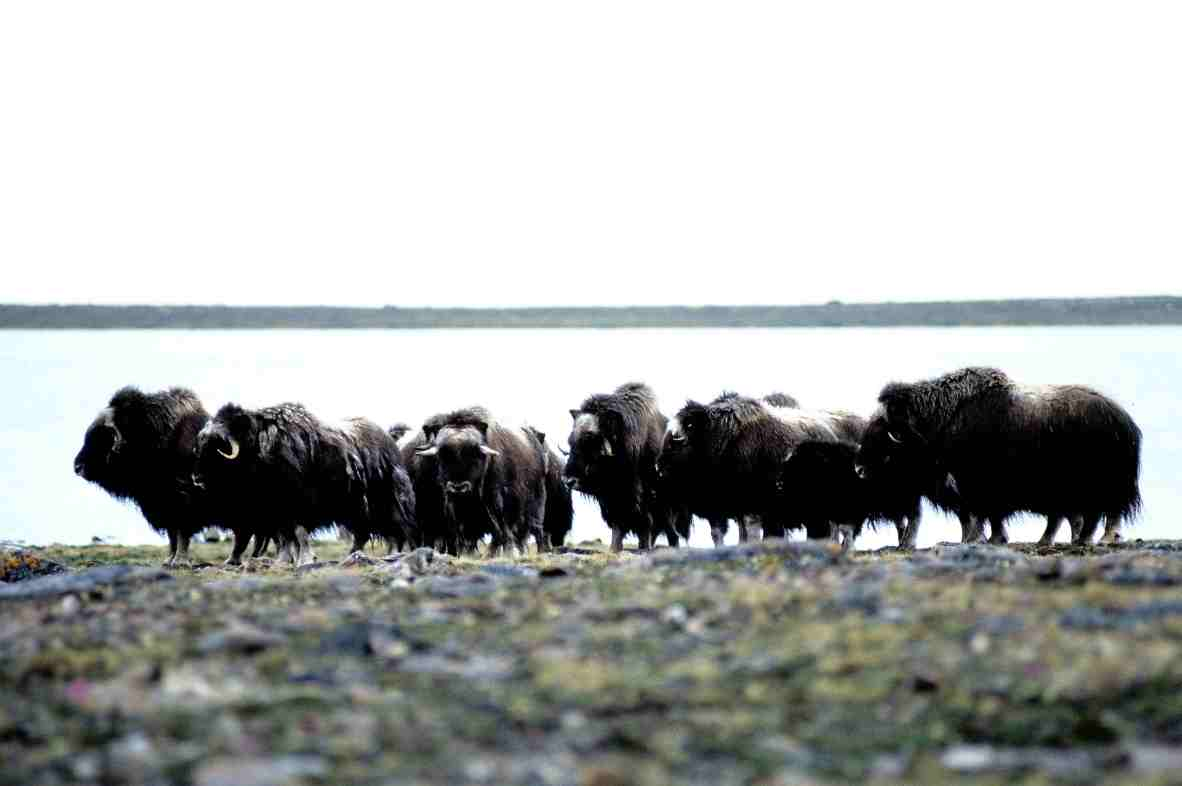
Moschusochsenherde
(Victoria-Insel, Kanada)

Moschusochsen bevorzugen als Lebensraum niederschlagsarme Tundren. Sie tolerieren große Kälte, sind aber empfindlich gegen anhaltende Feuchtigkeit. Überwiegend halten sie sich in tiefer gelegenen Ebenen und Flusstälern auf, in denen sich während des Sommers Schmelzwasser und die geringen Niederschläge auf dem Permafrostboden sammeln und eine für arktische Verhältnisse saftige Vegetation wachsen lassen. Sie ernähren sich von Holzgewächsen wie Birken und Weiden, von denen sie die Blätter abstreifen, und von Kräutern wie Sauergräsern und Süßgräsern, weiterhin von Flechten und Moosen.
Männliche Tiere weisen nur während einer Zeit von zwei Monaten im Jahr eine positive Nahrungsbilanz (Gewichtszunahme) auf, und während weiterer vier Monate ist ihre Nahrungsbilanz neutral (keine Gewichtsveränderung). Weibliche Tiere haben während fünf Monaten im Jahr eine positive Nahrungsbilanz und während der verbleibenden sieben Monate eine negative Nahrungsbilanz. Beide Geschlechter zehren während des langen arktischen Winters von ihren Fettreserven. Die Weibchen nutzen darüber hinaus ihre Fettreserven in den Zeiten, in denen sie ihre Kälber säugen.
Gelingt es einem Tier wegen schlechter Weide- und Wetterbedingungen nicht, eine für den Winter ausreichende Fettreserve aufzubauen, droht der Hungertod, meist im Spätwinter und zu Frühjahrsbeginn.
Von der Anwesenheit der Moschusochsen profitieren eine Reihe anderer Tierarten: Schneeammern und Spornammern etwa polstern ihre Nester mit der überall in der Tundra zu findenden weichen Moschusochsenwolle aus; im Winter fressen Eishasen und Schneehühner von den von Moschusochsen frei gescharrten Pflanzen. In der Nähe von Moschusochsen beobachtet man nicht selten auch Polarfüchse, doch gibt es dafür bisher keine Erklärung.

## Körperbau

### Gestalt und Größe

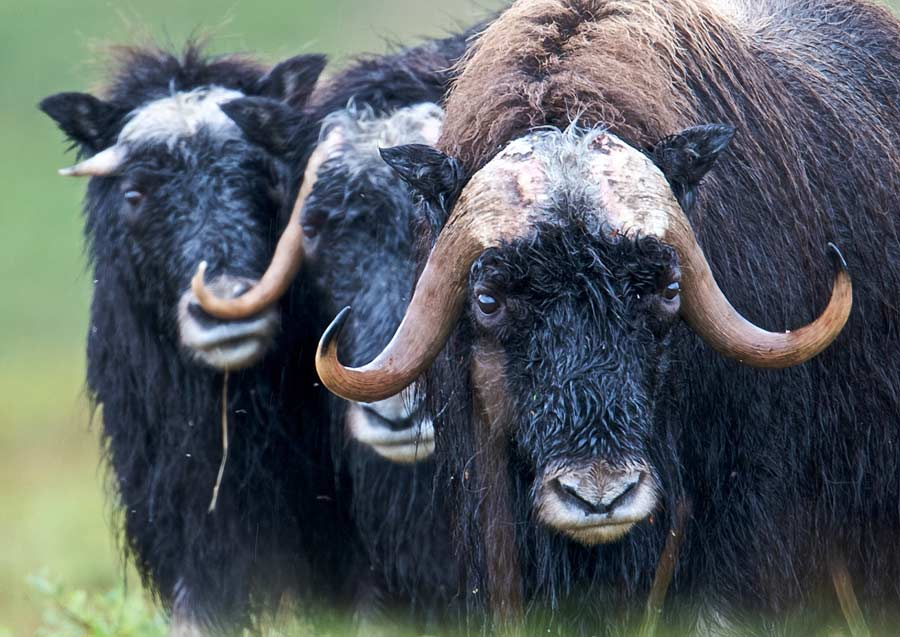
Moschusochsen im Bering Land Bridge National Preserve

Moschusochsen besitzen eine stämmige Gestalt mit dicken, vor Kälte schützenden Fettpolstern. Auffällig sind der Buckel über der Schulter und der im Verhältnis zum übrigen Körper große Kopf. Ausgewachsene Tiere tragen außerdem eine ausgeprägte Mähne, die vom Widerrist bis zum Hornansatz reicht. Wegen der rinderähnlichen Erscheinung, dem langen Fell und vor allem aufgrund des Fehlens von Vergleichsobjekten in seinem Lebensraum, schätzt man den Moschusochsen leichtfertig viel größer ein, als er tatsächlich ist. Jedoch erreicht er weitaus geringere Größen- und Gewichtsmaße als beispielsweise der auf den ersten Blick ähnlich anmutende Wisent. Die männlichen Tiere wiegen 300–400 kg, sind 2,50 m lang und erreichen eine Schulterhöhe von ca. 1,50 m. Die Kühe wiegen 200–300 kg, werden 2,30 m lang und bis zu 1,30 m hoch.

### Hörner

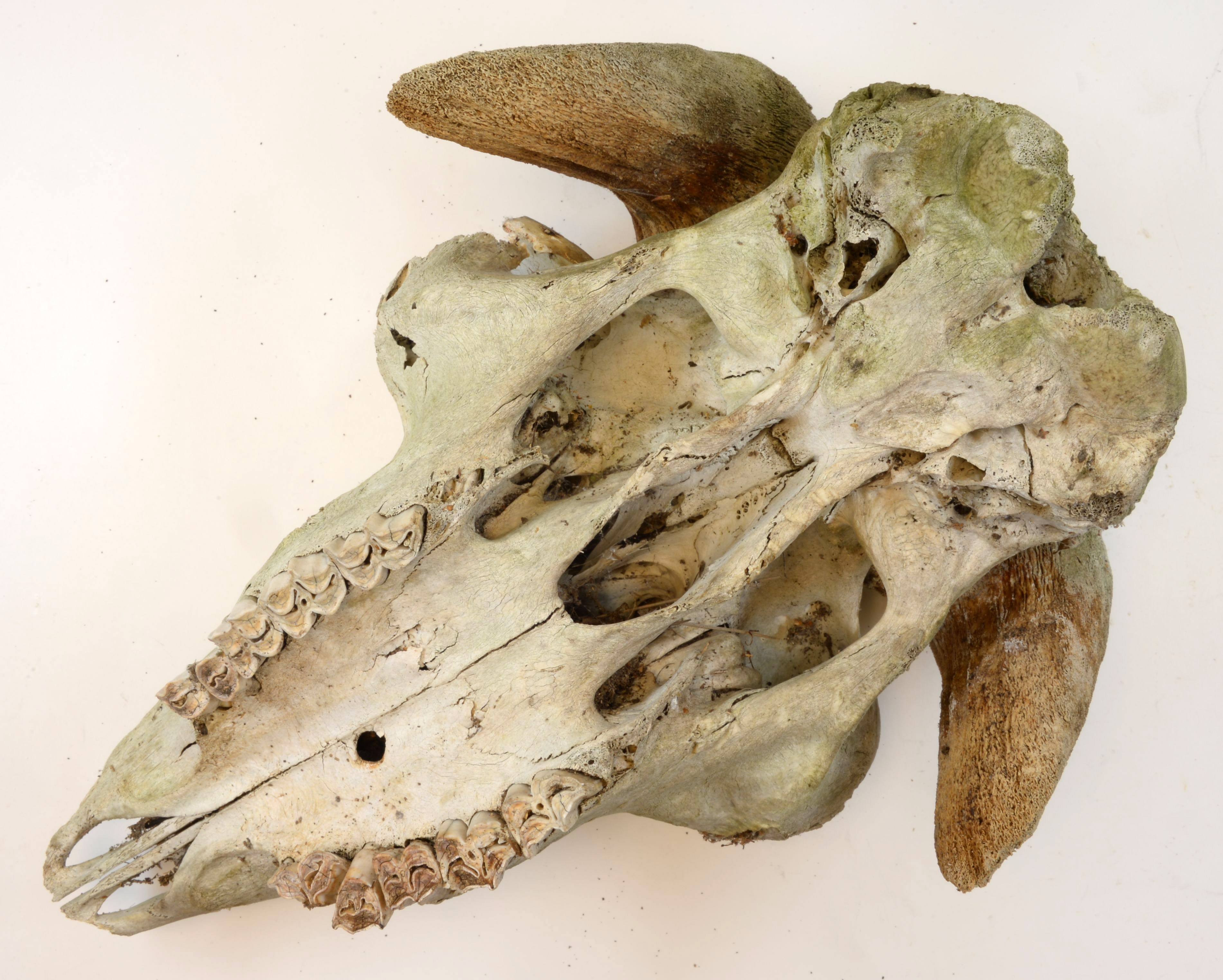
Schädel in Basalansicht

Die bei beiden Geschlechtern kräftig ausgebildeten Hörner sind mit nach oben gerichteten Spitzen gebogen. Die Hornbasen an der Stirn der Männchen sind als elastische Wülste verdickt und verbreitert, sehr dicht beieinander stehend, während die Hörner der Weibchen ein Fellband trennt.
Die Hörner fangen beim vier- bis sechswöchigen Kalb zu wachsen an, doch ist die Hornbildung erst um das sechste Lebensjahr abgeschlossen. Etwa gleich lang dauert es, bis die Weibchen ihr Endgewicht erreicht haben, während bei den Männchen das Wachstum ein Jahr später endet. Die Hörner werden zur Verteidigung und von männlichen Tieren auch bei Brunftkämpfen eingesetzt.

### Augen

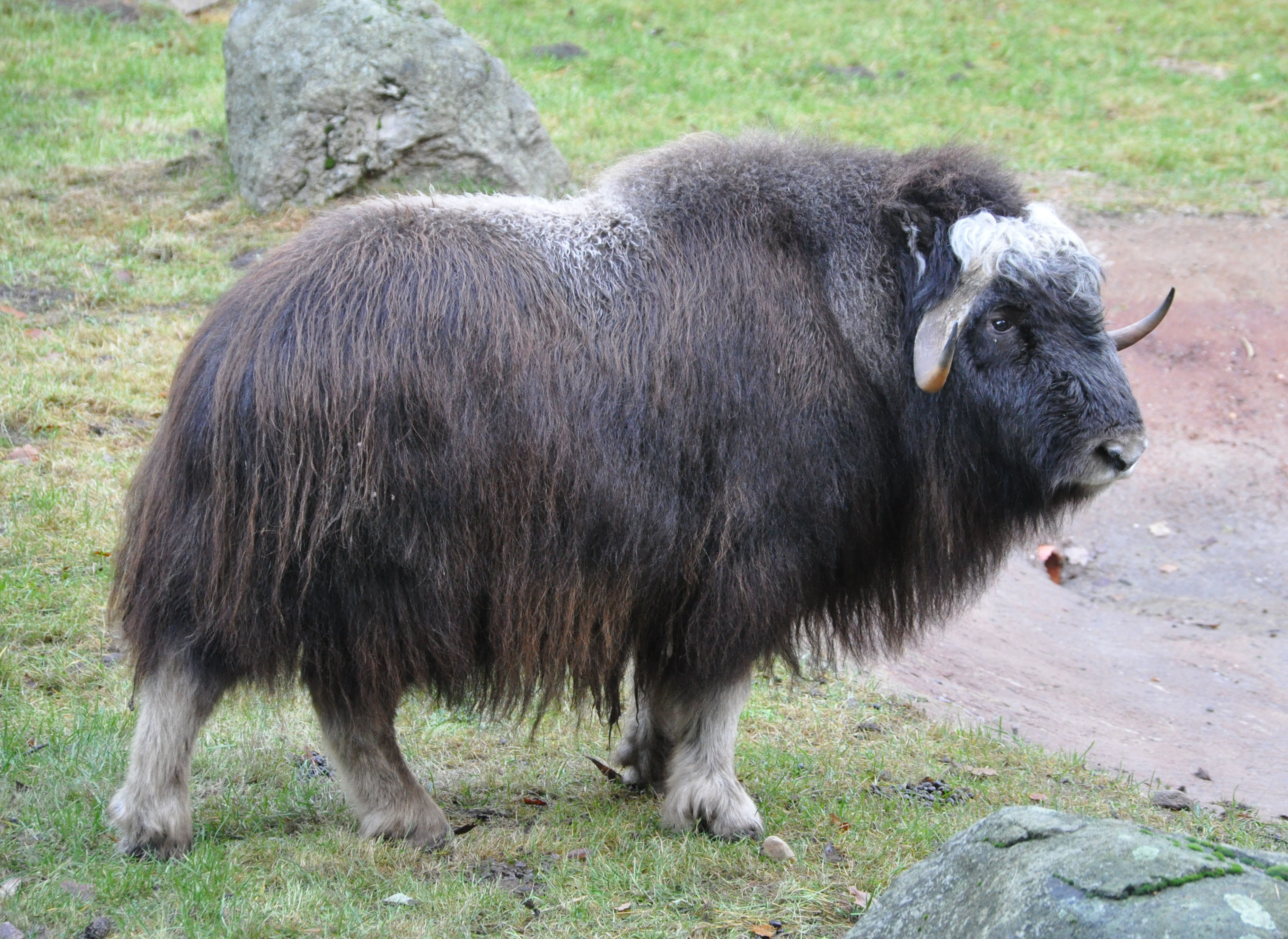
Moschusochse im Winterfell

Das Auge des Moschusochsen ist an die besonderen Bedingungen des arktischen Lebensraums gut angepasst: Große Pupille und hochempfindliche Netzhaut gewähren einerseits ausreichende Sehfähigkeit, wenn die Sonne während der Wintermonate unter dem Horizont bleibt und als einzige Lichtquelle Mond und Sterne dienen. Andererseits kann sich die Pupille zu einem horizontalen Schlitz verengen oder ganz verschließen und so vor Schneeblindheit schützen. Außerdem schützen Pigmentkörperchen die Netzhaut vor blendendem, von Schnee reflektiertem Sonnenlicht.

### Hufe
Die Hufe sind breit, rund und scharfkantig. Mit den größeren Vorderhufen sind die Moschusochsen in der Lage, Schnee wegzukratzen oder Eis aufzubrechen.

### Fell
Das lange, dichte Fell der Moschusochsen ist aus mehreren unterschiedlichen Haararten zusammengesetzt und reicht fast bis zu den Hufen hinunter. Vor allem das sehr dichte Winterfell lässt die Tiere massig erscheinen. Gegen Ende des Winters ist dieses Haar ausgeblichen und die Fellfarbe überwiegend gelbbraun statt dunkel- bis schwarzbraun. Am Sattel und an den Füßen kommen auch hellbeige bis gelbbraune Haarfarben vor; Scrotum und Euter sind graubeige. Einzelne Tiere und auch manche Populationen haben helle Haare auch im Gesicht. Ältere Tiere sind generell etwas heller gefärbt.

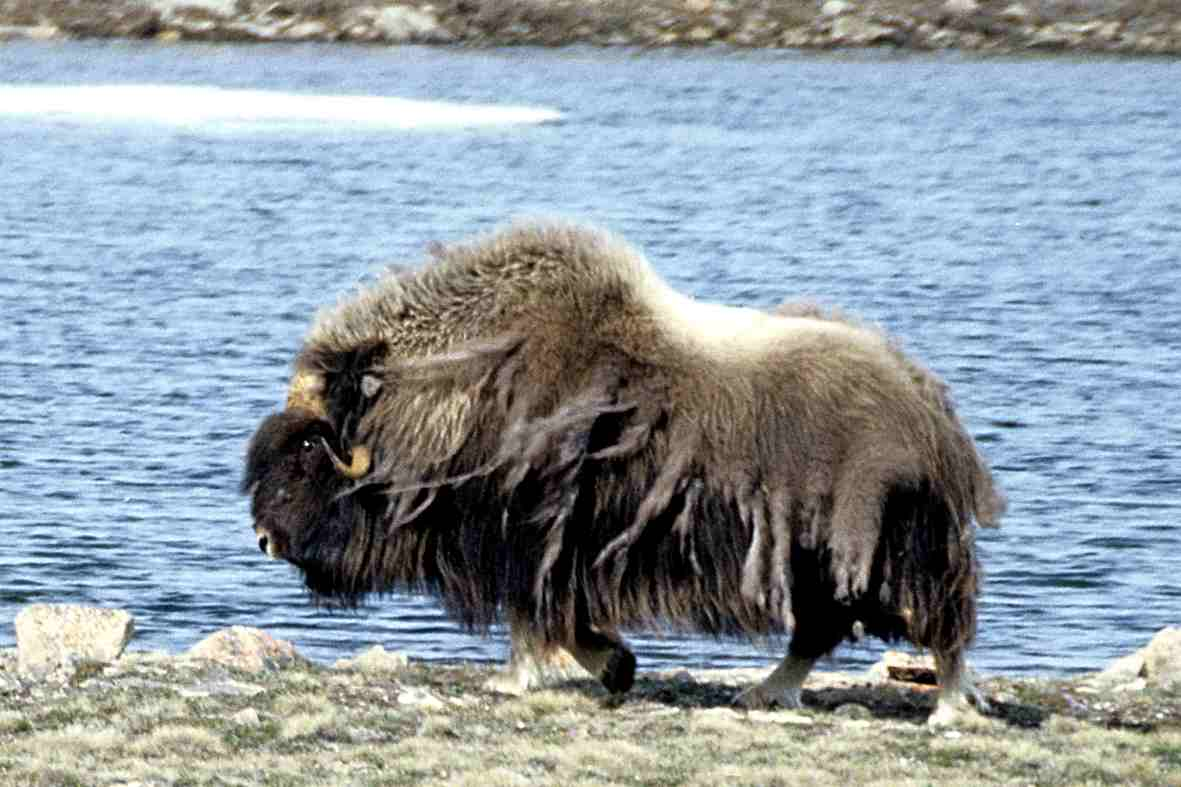
Moschusochse zur Zeit des Fellwechsels auf der Victoria-Insel, Nunavut, Kanada

Unmittelbar auf der Haut liegt ein dichtes, 5 cm langes Unterfell aus feiner Wolle. Es bedeckt das ganze Tier außer an Hufen, Hörnern und einer kleinen Stelle zwischen Nüstern und Lippen; sein Wechsel erfolgt in den Monaten Mai bis Juli. Darüber liegt eine Schicht grober Schutz- oder Grannenhaare, die wesentlich länger (45 bis 62 cm) sind und vor allem Hinterteil, Bauch, Flanken und Kehle bedecken. Das längste Schutzhaar wird an der Kehle getragen – daher der Name Umimmaq.
Die Haut besitzt keine Talgdrüsen, weshalb die Haare Wasser und Regen nicht abweisen können. Die an eine überwiegend trockene Umgebung gewöhnten Tiere sind besonders gefährdet: Nässe führt bei ihnen nicht selten zu tödlich endenden Erkältungskrankheiten.
Kälber haben bei der Geburt zimtfarbenes Deckhaar und ein Unterfell aus dunkler Wolle, das sie gemeinsam mit den isolierenden Fettdepots vor der Kälte schützt. Das längere Deckhaar erscheint erstmals am Ende des ersten Lebensjahres.
Wie erwähnt, verlieren die Moschusochsen zur Mitte des Sommers ihre Unterwolle. Da ihr Wechsel nicht gleichzeitig mit den Grannenhaaren erfolgt und die feinen Wollhaare an den Grannen haften bleiben, wirken die Tiere eine Zeitlang sehr zottig.
Die Unterwolle der Moschusochsen zählt zu den feinsten natürlichen Fasern. Bezogen auf ihr Gewicht ist sie achtmal wärmer als Schafswolle und so weich wie die Unterwolle der Kaschmirziegen. In Alaska hat man deshalb Versuche unternommen, Moschusochsen als Wollelieferanten zu domestizieren. Aus dem Fell der halbzahmen Tiere wird die Unterwolle von Hand herausgekämmt und zu hochwertigen Schals und Pullovern verarbeitet. Ein domestizierter Moschusochse liefert durchschnittlich 2,5 kg Wolle im Jahr, woraus Wollgarn von rund 18 km Länge mit einem Handelswert von ca. 8200 US-Dollar hergestellt wird. Die Wolle ist unter der Inuktitut-Bezeichnung Qiviuk im Handel.

## Fortpflanzung

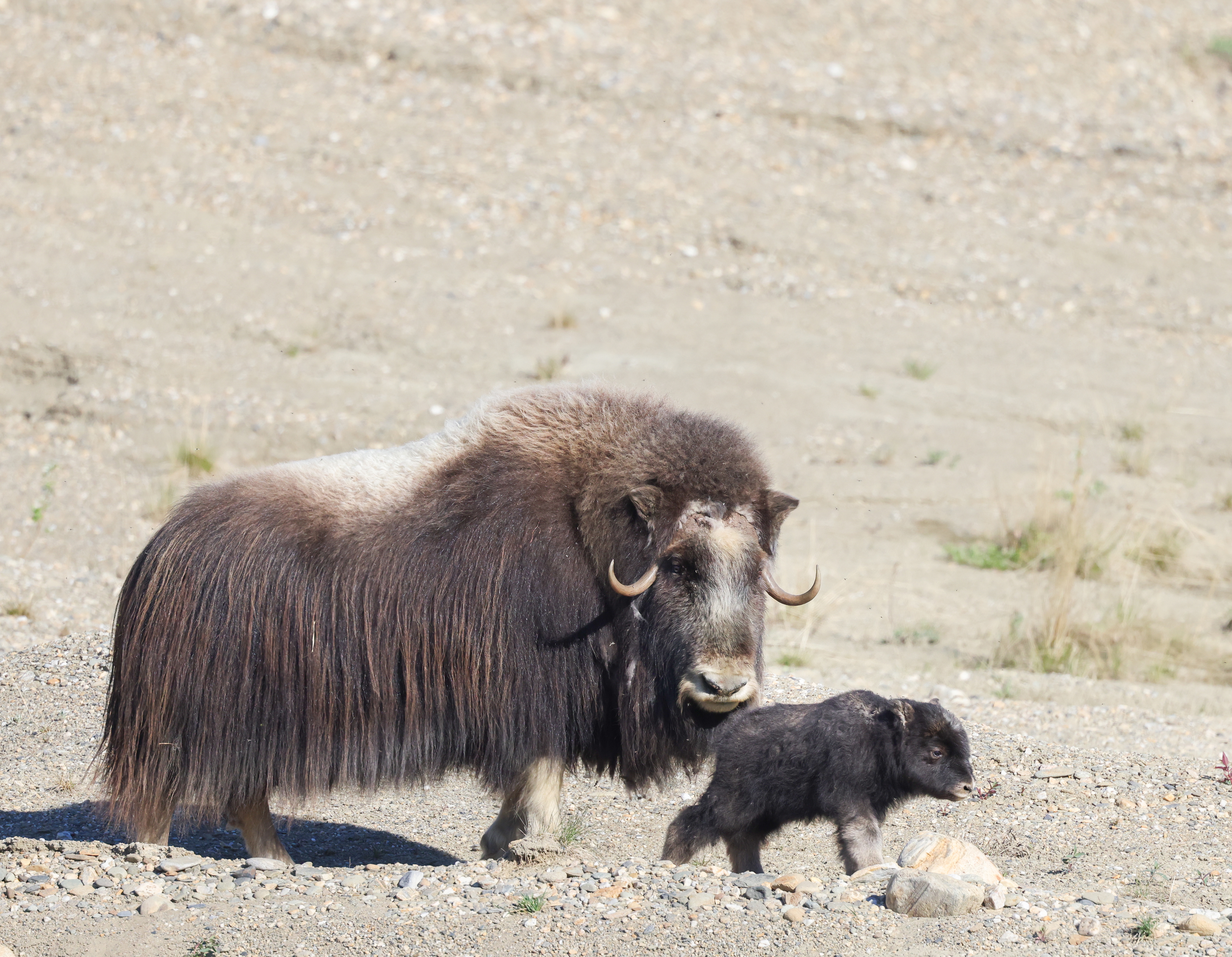
Eine Mutter mit ihrem Jungtier in der Nähe von Nome, Alaska

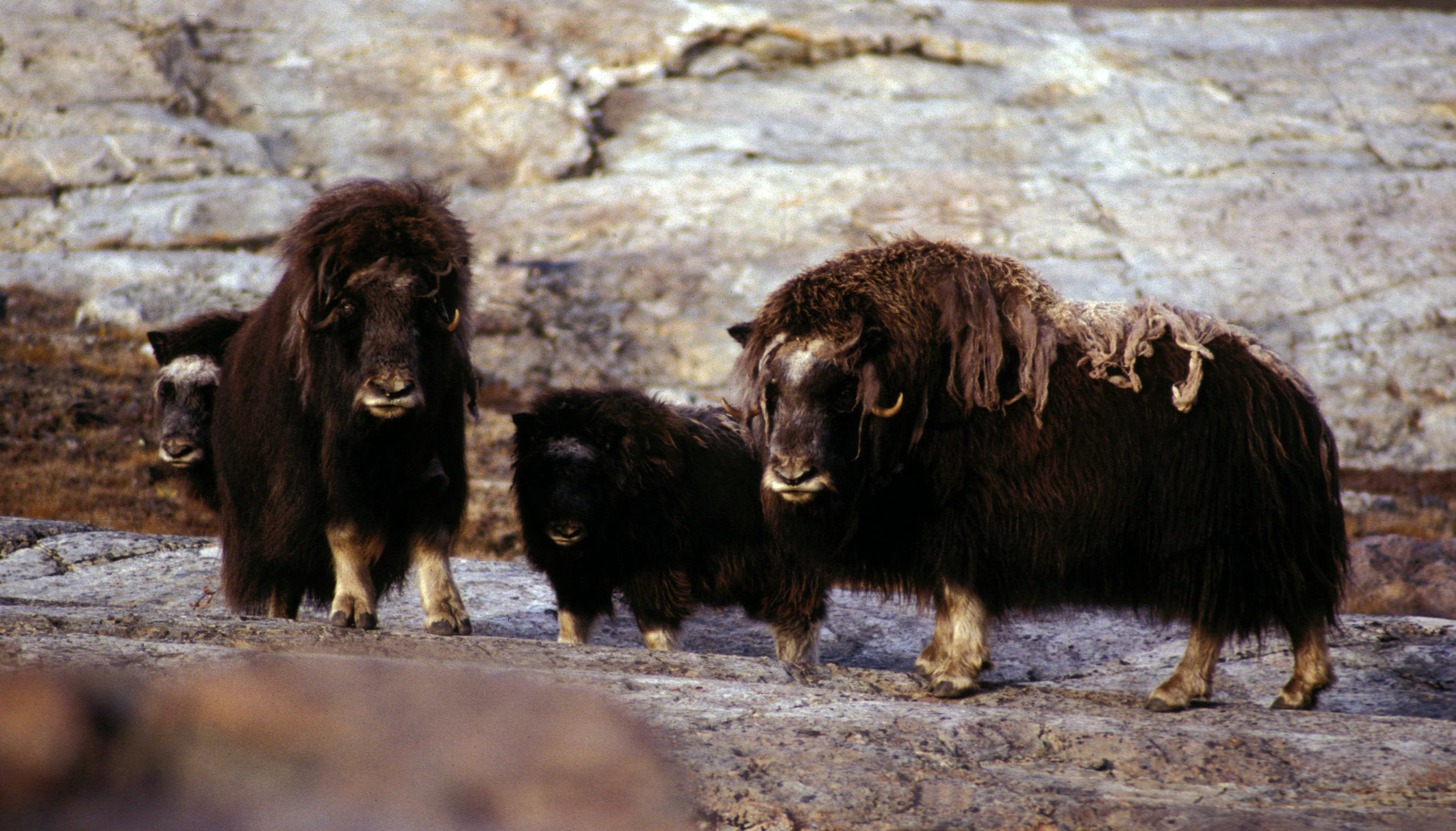
Moschusochsenfamilie in Grönland

Weibliche Moschusochsen werden im Alter von etwa vier Jahren fortpflanzungsfähig. Männliche Tiere erreichen ihre sexuelle Reife nach sechs Jahren. Nur in Lebensräumen mit außergewöhnlich guten Bedingungen, wie sie beispielsweise im norwegischen Dovrefjell gegeben sind, werden die Tiere früher geschlechtsreif.
Die Paarungszeit liegt in den Sommermonaten Juli und August. Die Kuh ist 7 bis 9 Monate trächtig und gebiert meist nur ein Kalb, das bei der Geburt etwa 10 bis 14 kg wiegt. Jährliche Geburten sind möglich; das hängt jedoch von den Bedingungen des Lebensraums ab.
Bei der Geburt verfügt das Kalb über einen Vorrat an braunem Fettgewebe, das der Wärmeproduktion dient. Der Biogeograf Chris Lavers, University of Nottingham (Großbritannien), berichtet, dass es einem Moschusochsenkalb möglich ist, diesen Brennstoffvorrat so zu nutzen, dass 13 Mal so viel Wärme freigesetzt wird wie bei einem Menschen im Ruhezustand.
Die Jungtiere werden bis zu 15 Monate gesäugt, obwohl die Kälber bereits eine Woche nach der Geburt zu grasen beginnen.

## Verhalten

### Verhalten in der Herde
Während des Sommers umfasst eine Herde 5 bis 15, im Winter bis zu 100 Tiere. Der Natur-Essayist und Fotograf Barry Lopez erklärt, dass es problematisch ist, aus einzelnen Beobachtungen auf die Herdenzusammensetzung und typische Verhaltensmuster zu schließen. Er hebt bei den Moschusochsen als einzigartig unter den Wiederkäuern hervor, dass sie besonders engen Körperkontakt zueinander halten und selbst während der Flucht Schulter an Schulter und Flanke an Flanke galoppieren. Die Herden verhalten sich jedoch nicht nur während der Flucht synchron. Auch die Fress- und Ruhephasen, die jeweils 100 bis 150 Minuten dauern, werden von der gesamten Herde eingehalten.
Anders als Rentiere und insbesondere Karibus unternehmen Moschusochsen keine großen Wanderungen, sondern durchziehen täglich langsam ihr Revier und legen dabei durchschnittlich etwa 2 km zurück. Bullen wie Kühe beeinflussen die Bewegung der Herde und ihr Verhalten. So ergaben z. B. Beobachtungen in Norwegen, dass dort stets eine ältere Kuh die sich möglichst gradlinig bewegenden Tiere anführt.
Auch liegen die Sommer- und Winterreviere häufig nur wenige Kilometer auseinander. Im norwegischen Dovrefjell, wo für die Tiere besonders gute Lebensbedingungen herrschen, halten sie sich das ganze Jahr über in einem Gebiet auf, das nur etwa 8 mal 13 km misst.

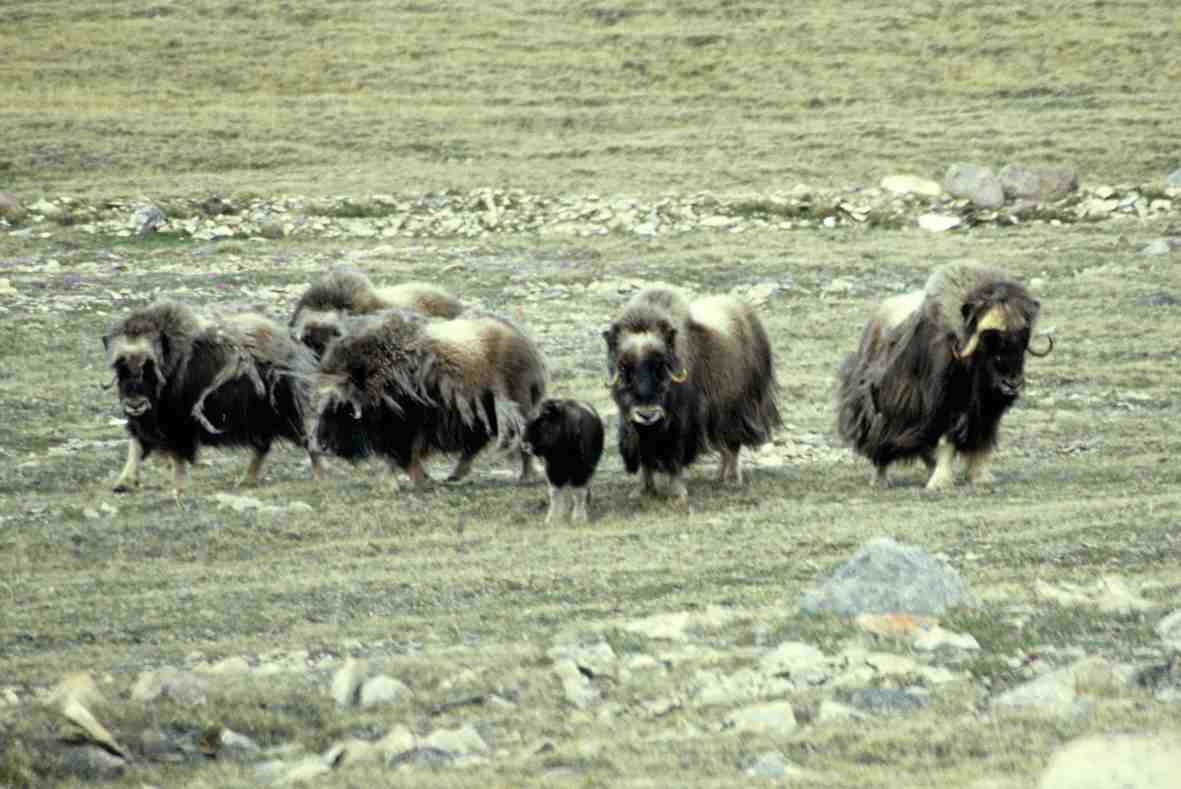
Herde mit Kalb (Victoria-Insel, Nunavut, Kanada)
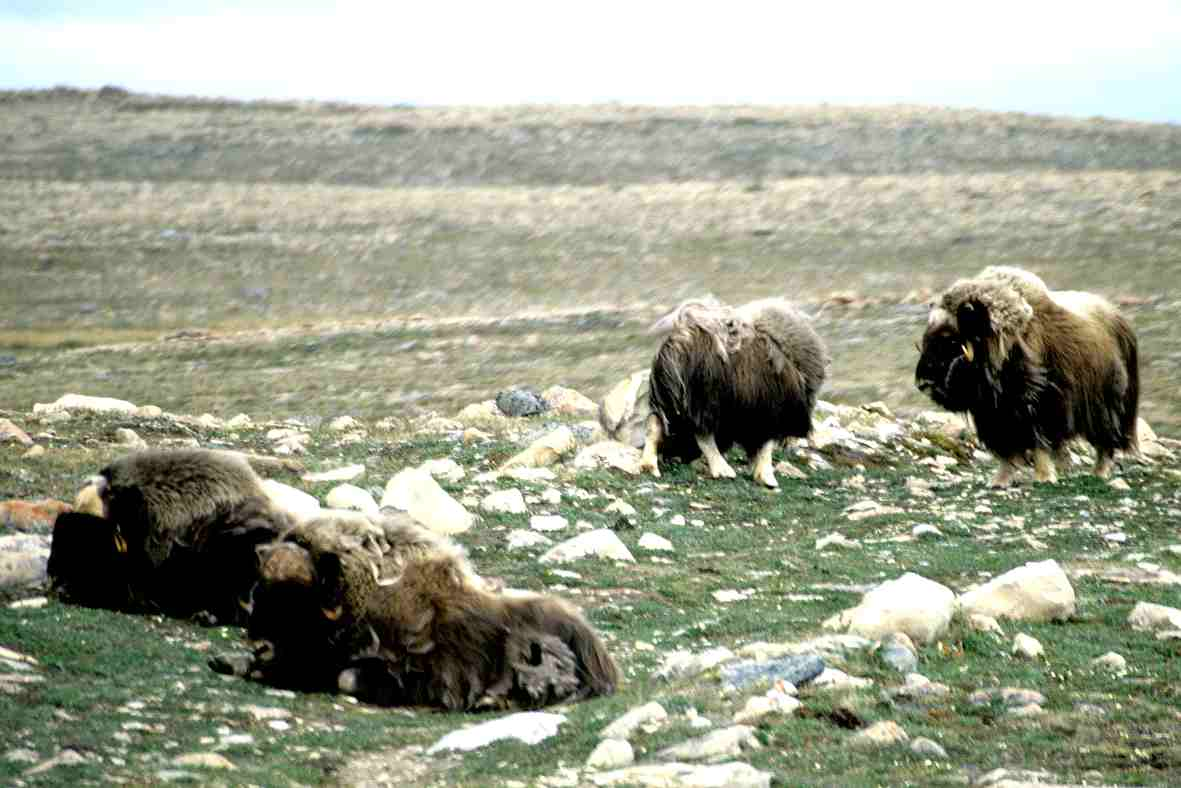
Zeit der Ruhe (Victoria-Insel, Nunavut, Kanada)
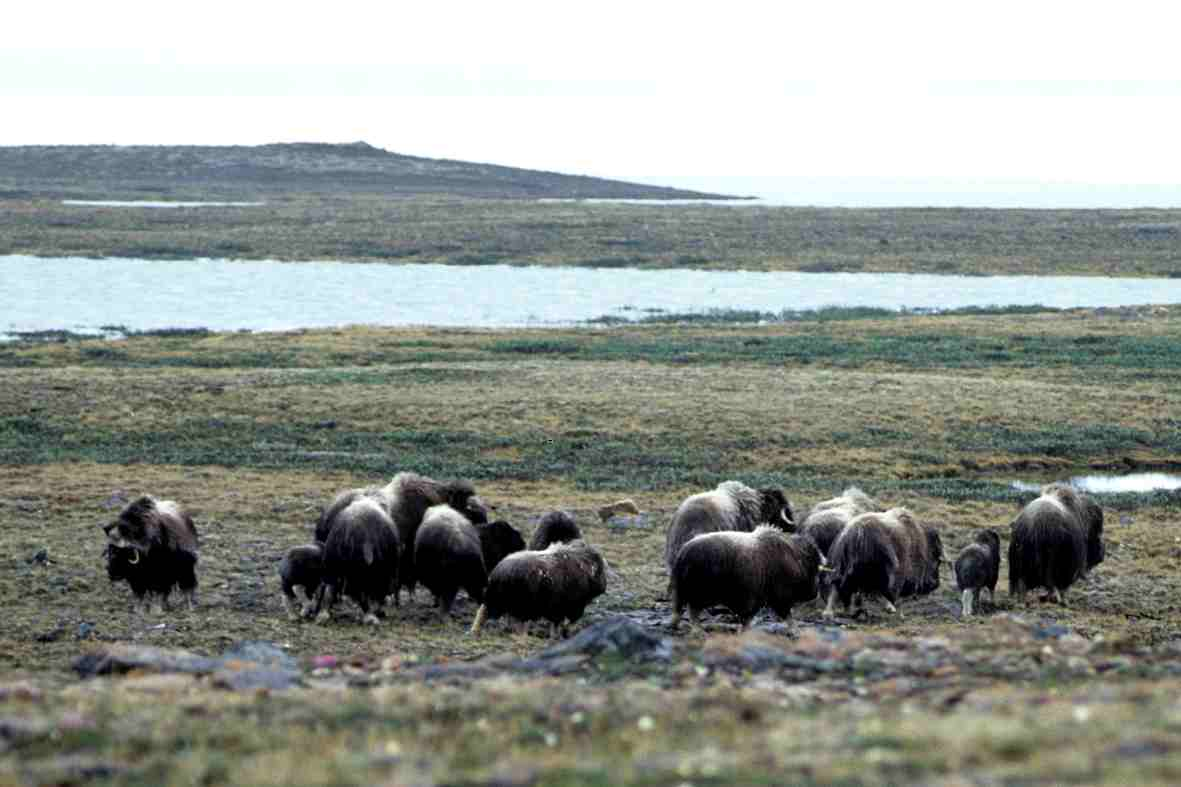
Moschusochsenherde auf dem Rückzug, links außen ein Wächterbulle
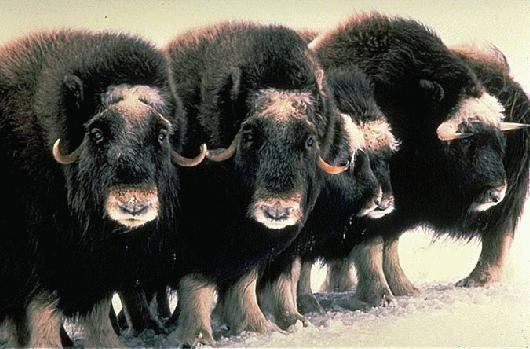
Moschusochsen in typischer Verteidigungsstellung
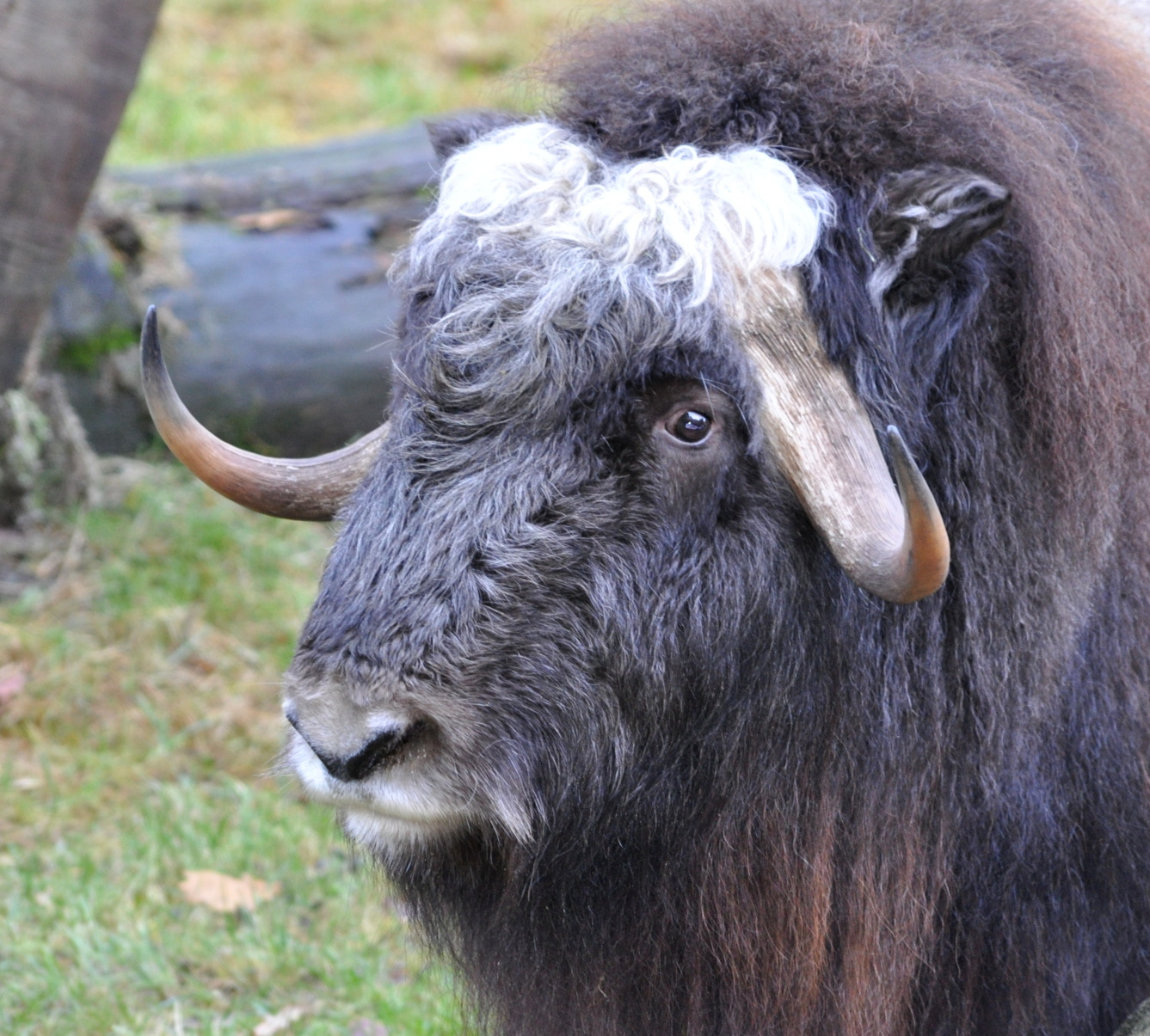
Porträt eines Moschusochsen

### Verhalten gegenüber Fressfeinden
Die natürlichen Feinde der Moschusochsen sind Polarwölfe, gelegentlich auch Eis- und Braunbären (bzw. Grizzlybären). Bei Angriffen fliehen die Tiere zunächst an einen etwas erhöhten oder flach mit Schnee bedeckten Ort und wenden sich dann in einer phalanxförmigen Aufstellung mit dem Gesicht dem Angreifer zu. Werden sie z. B. durch Wölfe eingekreist, ist diese Phalanx kreisförmig; die Jungtiere stehen geschützt innerhalb dieses Kreises. Einzelne Tiere – Bullen, Kühe, aber auch Halbwüchsige – brechen dann immer wieder aus dem Kreis aus und attackieren die Angreifer. Wölfe sind bei ihrem Angriff nur erfolgreich, wenn es ihnen gelingt, ein solches attackierendes Tier von der Herde abzudrängen, oder wenn sie durch eine Lücke in der Phalanx ein Kalb ergreifen können.

### Verhalten während der Brunft
Während der Brunftzeit kommt es unter den Bullen zu beeindruckenden Rangkämpfen. Zu den Drohgebärden vor dem eigentlichen Kampf gehören neben herausforderndem Brüllen das Reiben der Voraugendrüsen am Boden oder am Vorderbein und während eines langsamen und steifbeinigen Parallelschritts das seitliche Zeigen von Hörnern und Kopf. Beim eigentlichen Kampf galoppieren die Bullen frontal aufeinander zu und prallen mit den Stirnen voll Wucht aufeinander. Dies kann sich bis zu zwanzigmal wiederholen. Der Aufprall ist dabei so heftig, dass einer der beiden Kämpfer nicht selten auf die Hinterkeulen zurücksinkt oder beide Tiere sich aneinander hoch richten. Zum Kampfverhalten gehört es auch, dass die Widersacher einander in die Seiten stechen und sich so gelegentlich sogar tödlich verletzen.
Verlierer sondern sich in der Regel von der Herde ab und leben in der Folge einzelgängerisch oder schließen sich mit anderen männlichen Tieren zusammen. In der Herde werden sie nur noch geduldet, wenn sie sich gegenüber dem Leitbullen unterwürfig verhalten.
Die Werbung um die Weibchen beginnt im Juni. Der Leitbulle folgt dann seinen Weibchen, beriecht sie ausgiebig und beginnt mit angehobenem Kopf zu flehmen. Die Werbung wird bis August immer intensiver. Zur Paarung bleibt die Kuh stehen, während der Bulle aufreitet und ihre Flanken mit den Vorderläufen umklammert.

## Natürliche Todesursachen

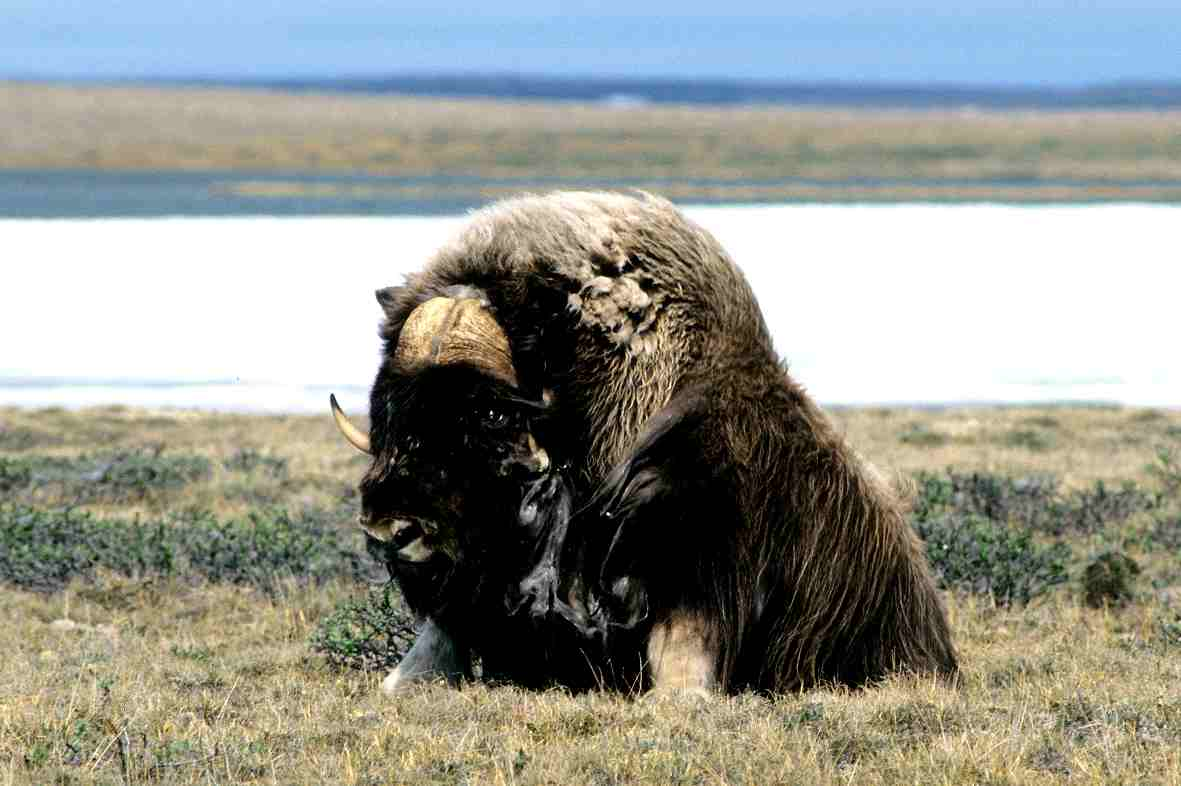
Alter Bulle (Victoria-Insel, Kanada)

Die Weibchen werden selten älter als 20 Jahre; die Bullen vergreisen dagegen schon mit etwa 15 Jahren. Hauptsächliche Todesursache ist das Verhungern, wenn im Vorjahr nicht ausreichende Fettreserven aufgebaut werden konnten, um den langen arktischen Winter zu überstehen. Auch Tod durch Erfrieren oder Ertrinken ist üblich, wenn Tiere im Frühjahr durch das Eis der zugefrorenen Flüsse brechen. Meist werden die geschwächten Moschusochsen Opfer von Raubtieren. Manche sterben auch an Verletzungen, die sie sich während der Brunftkämpfe zugezogen haben.

## Mensch und Moschusochse

### Gefährdung durch Menschen
Für einen mit Gewehr ausgerüsteten, von Jagdhunden begleiteten Jäger sind Moschusochsen leichte Beute, da die Tiere beim Angriff von Hunden wie bei dem von Wölfen ruhig in einem Verteidigungsring verharren und so ein ideales Ziel abgeben. Für die Eskimos waren Moschusochsen seit jeher wertvolles Jagdwild, das ihnen neben Fleisch, Haut und Wolle auch Horn und Knochen lieferte.

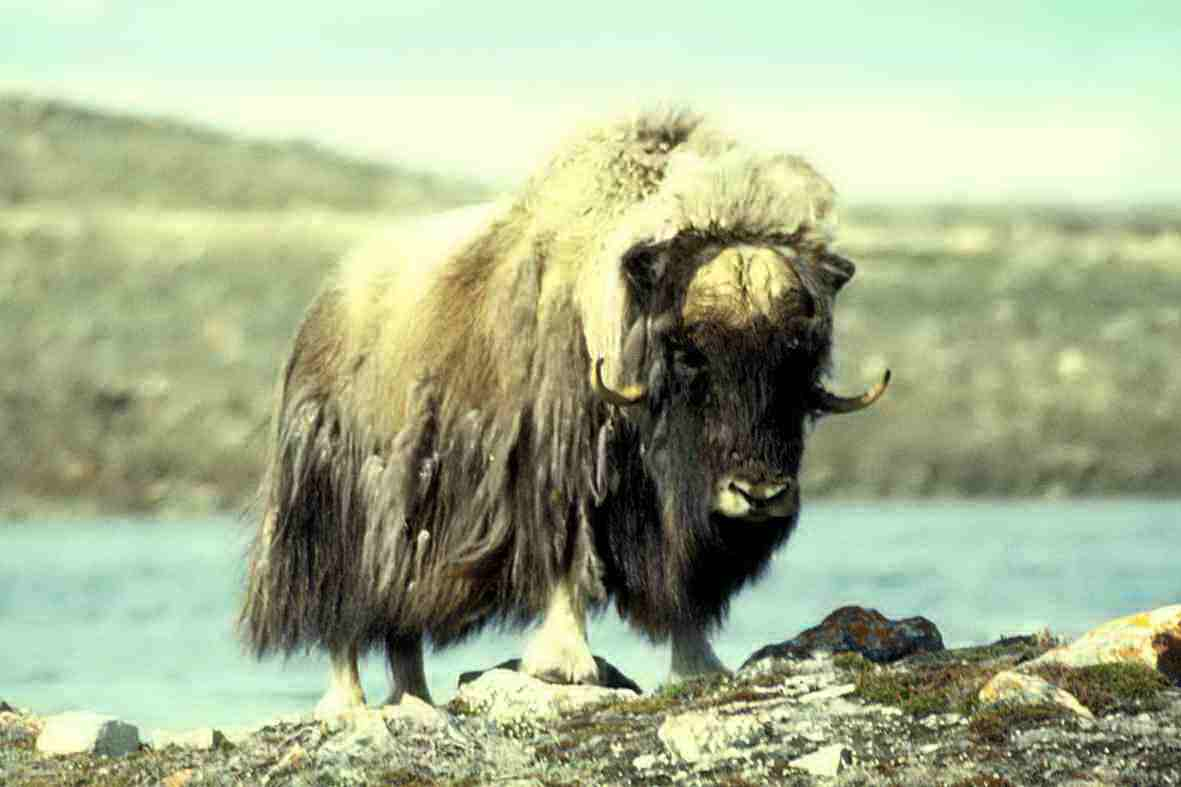
Bulle auf der Victoria-Insel, Territorium Nunavut, Kanada

Die Jagd auf Moschusochsen erreichte gegen Ende des 19. und zu Beginn des 20. Jahrhunderts ihren Höhepunkt. Die großen Polarexpeditionen nutzten das Fleisch der Moschusochsen nicht nur zur menschlichen Ernährung, sondern auch als Futter für Schlittenhundgespanne. Auch Walfänger schätzten Moschusochsenfleisch. Die Hudson’s Bay Company (HBC) trieb schwunghaften Handel mit den Fellen; zwischen 1888 und 1891 verkaufte die HBC gemäß eigenen Berichten 5.408 Moschusochsenfelle.
Zum Niedergang der Moschusochsenpopulation trug auch der Ankauf von Kälbern durch zoologische Gärten bei: Zum Einfangen der Kälber schoss man die erwachsenen Tiere einer Herde einfach nieder, und auf diese Weise dürften für die 250 Moschusochsenkälber, die zwischen 1900 und 1925 an Zoos verkauft wurden, ca. 2000 erwachsene Tiere getötet worden sein. Nach Bekanntwerden der Fangmethoden stellten die Zoos nach 1925 den Erwerb von Moschusochsen ein.
In Kanada sind die Moschusochsen seit 1917 und in Teilen Grönlands seit 1974 unter Schutz gestellt. Die Bestände haben sich dadurch wieder deutlich erholt (siehe nachfolgende Bestandstabelle). Aus Gründen der Traditionspflege hat Kanada den dort lebenden Inuit eine beschränkte Bejagung erlaubt: Seit 1970 sind den Inuit jährlich 20 Moschusochsen zur Jagd freigegeben; Felle und Wolle dürfen verkauft werden. Auch in Grönland ist außerhalb der Nationalparks eine begrenzte Jagd erlaubt. In Alaska wird versucht, Moschusochsen so weit zu domestizieren, dass die Wolle gewonnen werden kann (siehe obigen Abschnitt Fell).
In Norwegen und Schweden geht die größte Bedrohung für die Moschusochsen von Touristen aus, die im Winter die Tiere stören, so dass die letzten Fettreserven verbraucht werden und die Kraft zur Fortpflanzung fehlt oder sogar der Hungertod eintritt.

### IUCN-Einstufung und Bestand

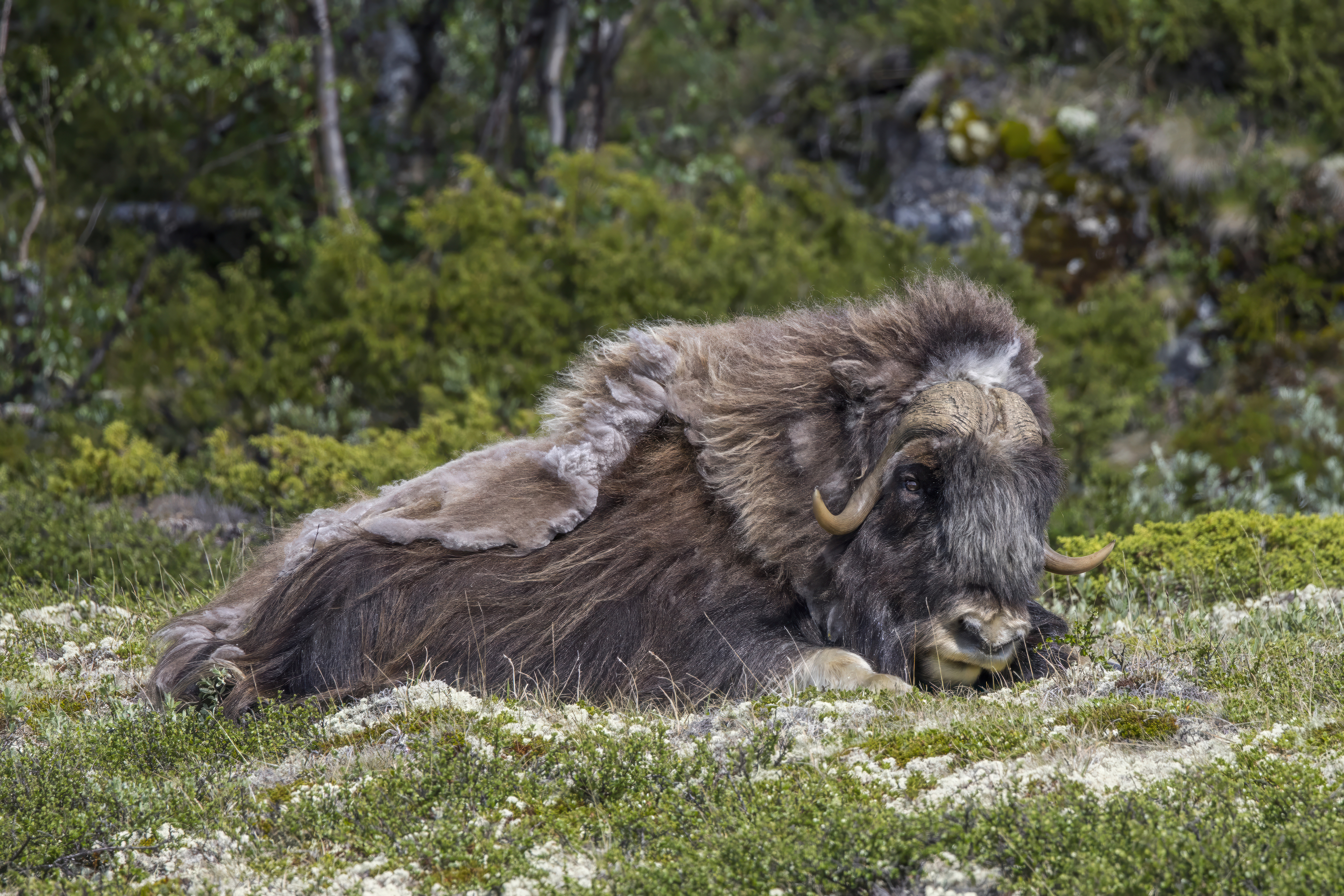
Moschusochse mit sichtbaren Resten des Winterfells im norwegischen Dovrefjell-Sunndalsfjella-Nationalpark

Die IUCN führt den Moschusochsen gegenwärtig (noch) nicht als bedroht, obwohl der Bestand bereits 2018 rapide sank. In Deutschland sind nach der aufgrund des Bundesnaturschutzgesetzes erlassenen Bundesartenschutzverordnung Handel und Einfuhr von Moschusochsen verboten, um die Jagd nicht zu begünstigen.
Laut IUCN-Evaluation sorgen die folgenden Faktoren für die Abnahme des Gesamtbestandes:
- Veränderung des Lebensraumes in Folge des Klimawandels (u. a. durch Extremwetter und Dürren)
- Beeinträchtigung des Lebensraumes durch Bohrung nach fossilen Rohstoffen (Gas und Öl) und Ausweitung bestehender Infrastruktur (Straßenbau, Tourismus)
- Veränderung des Lebensraumes und des Nahrungsangebotes durch eingeschleppte Spezies
- Bejagung durch den Menschen
- Virusinfektion, sowie von Prionen verursachte Krankheiten

### Gefährdung von Menschen
Moschusochsen sind für den Menschen relativ selten gefährlich. In Norwegen wurden z. B. bislang zwei Menschen von angreifenden Moschusochsen getötet. Da sich bedroht fühlende Moschusochsen nicht immer flüchten, sondern ihre Verteidigungsstellung einnehmen und von ihr aus unversehens angreifen können, wird den Besuchern des Dovrefjells nahegelegt, einen Abstand von mindestens 200 m zu den Tieren einzuhalten, mit Hunden sogar von mindestens 500 m.

## Unterarten
- Alaska-Moschusochse (Ovibos moschatus moschatus) in Alaska, Kanada und Russland
- Grönland-Moschusochse (Ovibos moschatus wardi) in Grönland, Svalbard, Norwegen und Schweden, mit weißem Fellfleck auf der Stirn

## Nächste verwandte Tierarten

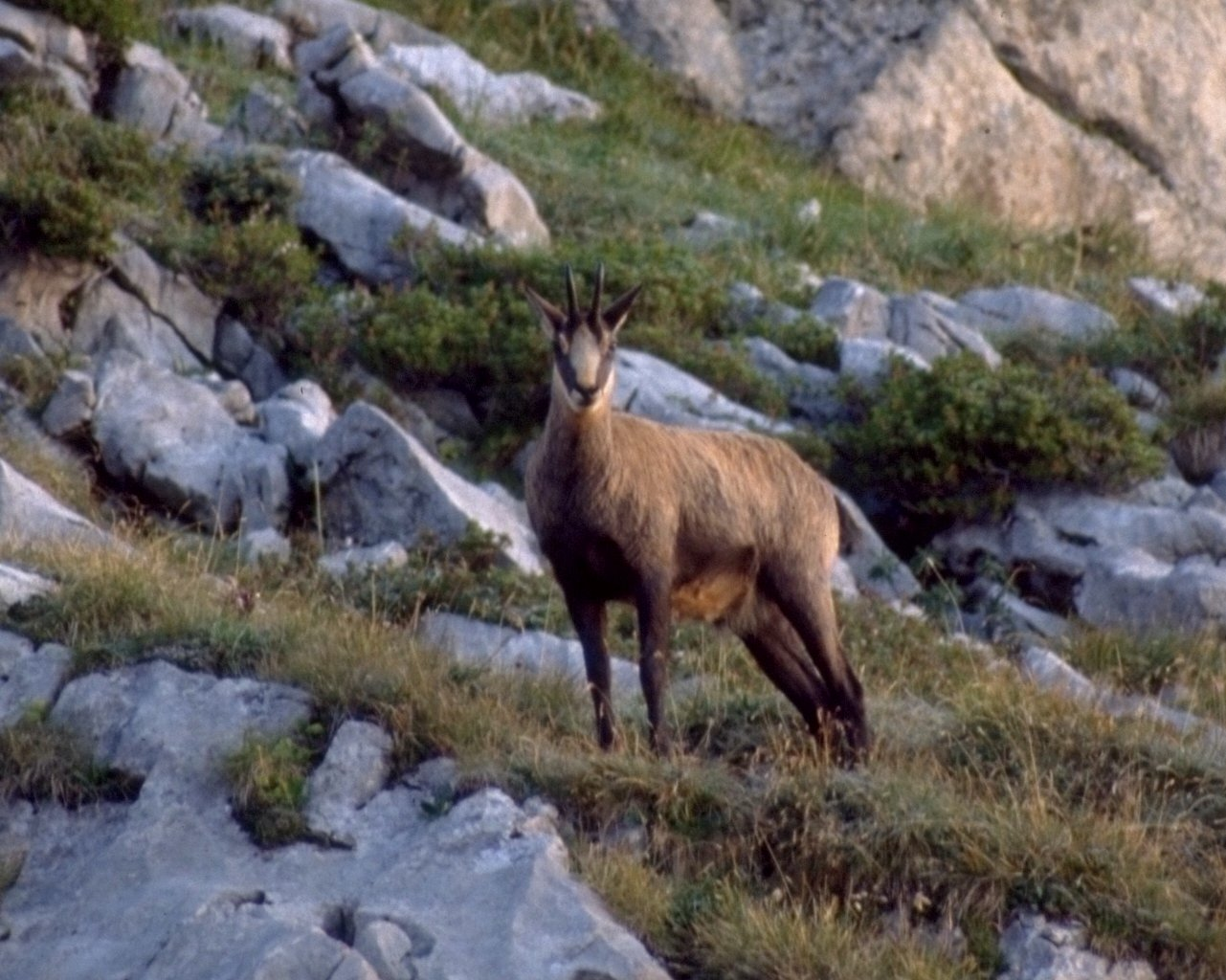
Gämsen zählen zu den Ziegenartigen, die ursprünglich als dem Moschusochsen nahestehend angesehen wurden.

Als am nächsten verwandte Tiergruppe galten ursprünglich die im nördlichen Tibet verbreiteten Takine (Budorcas). Als weitere Verwandte wurden die Seraue (Capricornis), die Gämsen (Rupicapra), die Schneeziege (Oreamnos) und der Mähnenspringer (Ammotragus) angesehen. Die nahe Verwandtschaft zwischen den Takinen und dem Moschusochsen wurde von Wissenschaftlern seit 1850 vermutet, da sich beide Gattungen in Körperbau und Verhalten ähneln. Genetische Untersuchungen durch Pamela Groves und Gerald F. Shields aus dem Jahr 1997 bestätigen dies jedoch nicht. Ihre Untersuchungen legten stattdessen nahe, dass der nächste Verwandte die Gorale (Naemorhedus) sind, eine Gattung kleiner Ziegenvertreter aus Asien, die sich vom Moschusochsen äußerlich deutlich unterscheiden. Nachfolgende Analysen konnten dies weitgehend untermauern. In engerer Beziehung stehen zusätzlich die Seraue. Alle drei Gattungen werden innerhalb der Tribus der Ziegenartigen (Caprini) zur Untertribus der Ovibovina gestellt.

## Literatur

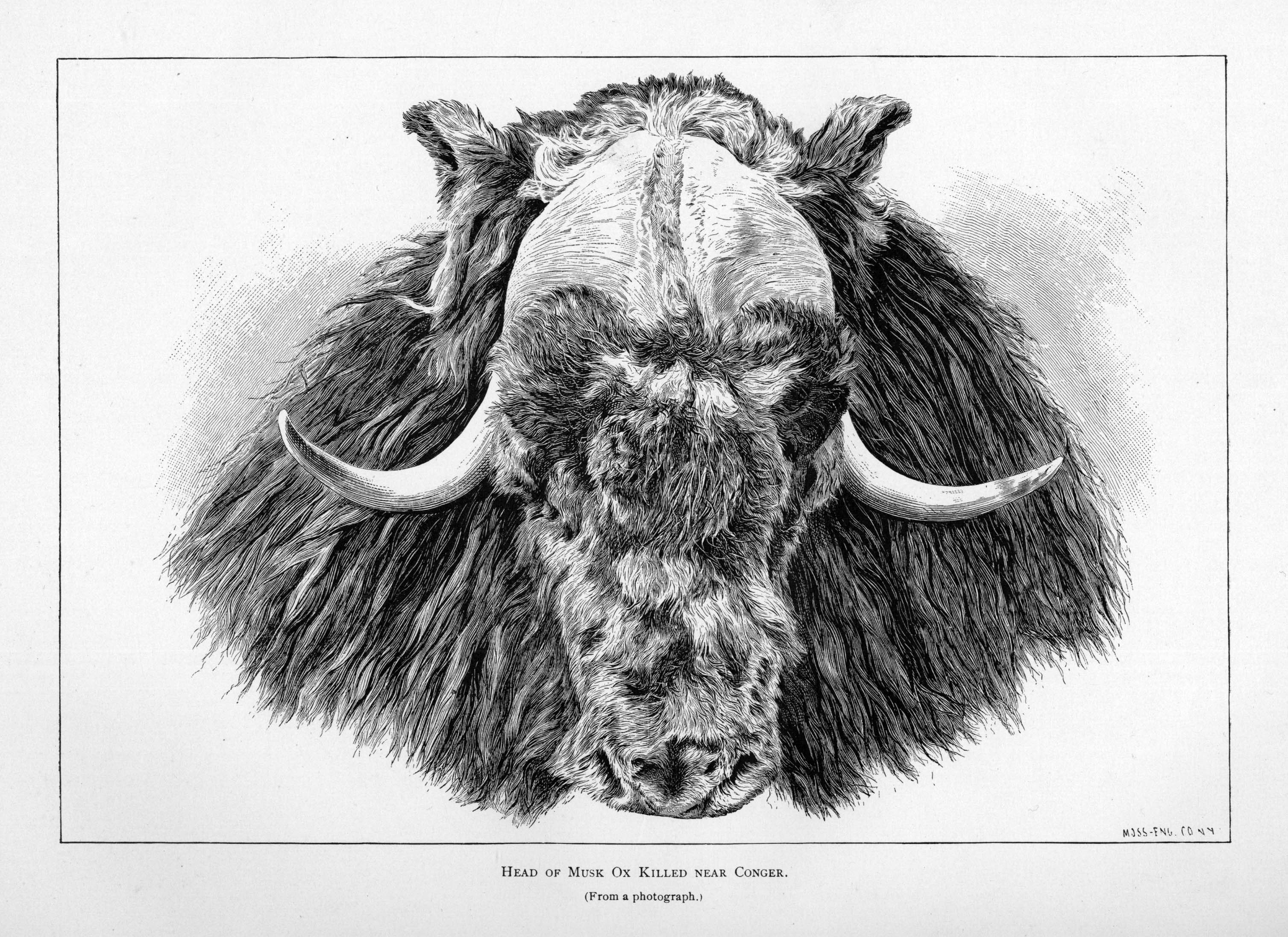
Darstellung (1888) in einem Bericht zum Ersten Internationalen Polarjahr

## Dokumentation
- Marlene Wynants:  Der Moschusochse, Wildnis Europa, arte, 2022[9][10] Online (verfügbar bis 11. September 2022)